# Карди Би
Белкалис Марленис Алманзар (на английски: Belcalis Marlenis Almánzar), по-известна като Карди Би (на английски: Cardi B), е американска рапърка, певица, актриса, танцьорка и телевизионна личност.

## Биография
Родена е на 11 октомври 1992 г. в Бронкс, Ню Йорк. Добива популярност през 2017 с издаването на дебютната си песен Bodak Yellow. През 2018 г. издава дебютния си албум Invasion of Privacy. Преди да натрупа световна популярност, издава 2 микстейпа – „Gangsta Bitch Music, Vol. 1“ и „Gangsta Bitch Music, Vol. 2“. Споделя, че въпреки че изглежда, че кариерата ѝ е потръгнала изведнъж след сингъла Bodak Yellow, тя е правила музика преди това и е понасяла многобройни откази от диджеи да пускат музиката ѝ по радиото.
Bodak Yellow застава на първо място в класацията на Billboard, а Карди Би става втората рапърка с песен на първо място след Лорин Хил. Също така става и първата рапърка, чиято песен да седи повече от две седмици. Има още 2 две песни на първо място – „I Like It“, „Girls Like You“. Преди Карди Би да стане известна певица, тя започва работа в супермаркет, но когато осъзнава, че доходът не е достатъчен, се насочва към стриптийз клуба. Казва на майка си, че е детегледачка. Избира да се занимава със стриптийз, защото иска да събере пари. Жертва е на домашно насилие от партньора си по това време, затова иска да възможно най-скоро да купи свой собствен апартамент и да прави това, което обича – рап.
През септември 2017 г. тайно се омъжва за рапъра Offset от рап групата от Атланта – Migos. На 27 октомври по време на концерт във Филаделфия Офсет изсценира предложение за годеж на сцената, заради закачка помежду им, че Карди така и не получила годежен пръстен. През 2018 г. се разкрива като бисексуална. На 10 юли 2018 г. ражда дъщеря си Кълчър Киари Сифъс (англ: Kulture Kiari Cephus), чието име е вдъхновено от успешните хип-хоп албуми на Мигос – „Culture“ и „Culture II“.
Карди изразява своя голям интерес към модата – през септември 2018 г. и май 2019 г. си партнира с американската модна компания „Fashion Nova“ за две колекции с нейното име.
През 2019 г. участва във филма „Да свалиш Уолстрийт“ (англ: „Hustlers“) и е жури заедно с Chance the Rapper и T.I. в продукцията на Netflix Rhythm + Flow – музикално реалити предаване за рап таланти.